# پل لیدرسن
پل لیدرسن (انگلیسی: Pål Lydersen؛ زادهٔ ۱۰ سپتامبر ۱۹۶۵) بازیکن فوتبال اهل نروژ است.
از باشگاه‌هایی که در آن بازی کرده‌است می‌توان به باشگاه فوتبال اشتورم گراتس، باشگاه فوتبال مولده، و باشگاه فوتبال آرسنال اشاره کرد.
وی همچنین در تیم ملی فوتبال نروژ بازی کرده‌است.